# Line in the Sand – Polizei am Abgrund
Line in the Sand – Polizei am Abgrund (hebräisch השוטרים) ist eine israelische Krimiserie, die 2021 ihre Premiere feierte. Die Serie wurde von Yuval Yefet und Rotem Shamir entwickelt und umfasst insgesamt zwei Staffeln mit jeweils acht Episoden.

## Inhalt
Die Serie folgt dem idealistischen Detective Alon Shenhav, der gemeinsam mit seiner Frau Miki und der gemeinsamen Tochter Tom in seine Heimatstadt Nahariya zurückkehrt. Diese idyllische Küstenstadt im Norden Israels wird jedoch von dem Gangsterboss Maor Ezra terrorisiert. Alon stellt fest, dass selbst sein neues Polizeiteam Schwierigkeiten hat, gegen Ezra und seine Männer vorzugehen.
Ein Jahr nach den Ereignissen der ersten Staffel werden Alon, Reuven und Yoav nach einem halben Jahr Haft aus dem Gefängnis entlassen. Sie hoffen auf eine Rückkehr in den Polizeidienst, doch diese wird ihnen verwehrt, und ihre Waffen zur Selbstverteidigung werden ihnen abgenommen. Unterdessen hetzt der weiterhin inhaftierte Maor Ezra seine Männer gegen sie auf.

## Besetzung und Synchronisation
Die deutschsprachige Synchronisation entstand nach die Dialogbücher von Ulrich Georg und Manja Condrus sowie unter der Dialogregie von Gundi Eberhard durch die Synchronfirma TaunusFilm Synchron GmbH.
| Rolle         | Schauspieler           | Synchronsprecher    |
| ------------- | ---------------------- | ------------------- |
| Alon Shenhav  | Tsahi Halevi           | Jaron Löwenberg     |
| Reuven Peretz | Danny Steg             | Bernd Egger         |
| Kobi Edri     | Maor Schwitzer         | Sebastian Kluckert  |
| Kobi Marciano | Ido Elieli             | Sebastian Kempf     |
| Yoav Keshti   | Daniel Gad             | Tim Knauer          |
| Miki Shenhav  | Shani Cohen            | Manja Doering       |
| Nissan        | Nimrod Nimo Hochenberg | Filipe Pirl         |
| Maor Ezra     | Shlomi Ifrah           | Daniel Welbat       |
| Tom Shenhav   | Aviv Buchler           | Friedel Morgenstern |
| Bauman        | Dor Harari             | Fabian Kluckert     |

## Produktion
Die Serie wurde von Yuval Yefet und Rotem Shamir entwickelt und umfasst insgesamt 16 Folgen. In Deutschland wurde die zweite Staffel ab dem 22. Oktober 2024 beim Pay-TV-Sender RTL Crime ausgestrahlt.